# 2010年-2011年アルジェリア騒乱
2010年-2011年アルジェリア騒乱（2010ねん2011ねんアルジェリアそうらん）は、アルジェリアにおいて2010年12月より翌年にかけて発生した大規模な反政府デモとそれに付随する事件の総称。
この騒乱は強権的な支配を強めるアブデルアジズ・ブーテフリカ大統領に対する反発が、チュニジアにおいてベン＝アリーの長期独裁政権を倒したジャスミン革命に触発されて強くなり、また2011年エジプト革命におけるホスニー・ムバーラク政権崩壊を受けてその勢いが増したもので、アラブ世界で巻き起こった一連の変革「アラブの春」のうちの一つである。

## 推移
後にジャスミン革命と呼ばれることになるチュニジアにおける反政府デモは、早い段階で隣国アルジェリアにも飛び火した。2010年12月29日には住宅不足に抗議するデモが発生し、少なくとも53人が負傷、29人が逮捕された。

### 食糧高騰から反政府デモへ
1992年以来19年間にわたって非常事態宣言が発令されてきたアルジェリアでは、2001年より首都アルジェでのデモが法律で禁じられているが、2011年1月初旬には食料価格の高騰などに抗議するデモが発生した。このため政府は砂糖や食用油といった物品について関税を下げたり、小麦の合計175トン分緊急輸入、また2月も小麦80万トン分を確保するといった措置を取らざるを得なくなった。
またチュニジアの民主化運動のきっかけとなった焼身自殺を真似て実行する者も現れ、5日間で4人が焼身自殺するという事件も発生した。
食料品高騰に加えて高い失業率、またブーテフリカ政権の強権的な手法に対する批判も加わり、チュニジアでベン＝アリー政権が倒れるとデモが活発化した。1月22日に発生した反政府デモでは参加者が治安部隊と衝突し、9人が逮捕された。このデモではブーテフリカに対する名指しの批判も見られた。
こうした政権への批判に対し、ブーテフリカは2月3日、非常事態宣言を近いうちに解除すると発表したほか、高失業率対策として雇用の創出、また住宅の改善といった改革を約束するに至った。なお非常事態宣言は2月24日に19年ぶりに解除された。

### エジプトでの成功後
2月11日にはエジプトでムバーラクが大統領退陣を表明、これに呼応し同日夜にはブーテフリカ退陣を要求するデモが発生し、6人が逮捕された。エジプトでのデモ成功を受けて人権活動団体などが組織した連合体「変革と民主主義のための全国連盟」が大規模デモを呼びかけ、政権側も事前に3万人もの警官隊を投入。翌12日にはアルジェで学生や人権活動家、医師、国会議員など2,000人が参加したデモが発生、警官隊と衝突し催涙ガスが使われたほか多数の参加者が拘束され、その数は400名とも1000名ともされた。またアルジェリア第二の都市オランでも、また13日にはアルジェリア北東部に位置する都市アンナバでも数百名規模の反政府デモが実施された。アンナバでは警官隊との衝突が起きている。
政府当局によるジャーナリストへの取材妨害行為、またデモが呼びかけられたインターネットを遮断するといった行為も、エジプトと同様に繰り返された。
2月13日、野党勢力などはブーテフリカが退陣するまで毎週土曜日にデモを実施する方針を明らかにした。2月16日には一連のデモによる死者が365人に達したと政府当局より発表された。

### 非常事態宣言の解除
1992年以来、政府当局にとって野党勢力弾圧の有力な手段となってきた非常事態宣言は、先述のとおり2月3日にブーテフリカによって解除が表明された。しかし解除後も首都における街頭デモは引き続き禁止する意向も示しており、また当初の時点では解除の具体的な日付に関しても語らなかった。
非常事態宣言解除の時期については2月14日にメデルチ外務大臣が数日以内とし、その後2月16日にアフメド・ウーヤヒア首相が2月末という見通しを示した。また解除と同時に様々な改革も発表されると述べている。2月24日に非常事態宣言は解除されたが、反政府デモ参加者の中には、これだけでは不十分だとする声もある。

### 沈静化
2011年11月、一連の民主化運動はほぼ沈静化した。

## 結果
非常事態宣言が解除されるなど、一部で動きが見られたものの、ブーテフリカ政権は存続。2019年まで続いた。